# Myles Coverdale
Myles Coverdale, o primeiro nome também soletrado Miles (Yorkshire, 1488 – Londres, 20 janeiro de 1569) foi um reformador eclesiástico inglês, conhecido principalmente como um tradutor da Bíblia, pregador e, momentaneamente, o Bispo de Exeter (1551-1553).

## Biografia
Em relação a seu provável condado de nascimento, Daniell cita John Bale, autor de um scriptorium do século XVI, dando-o como Yorkshire. Tendo estudado filosofia e teologia em Cambridge, Coverdale tornou-se um frade agostiniano e foi à casa da sua ordem em Cambridge. Em 1514, John Underwood, um bispo sufragâneo e arquidiácono de Norfolk, ordenou-o padre em Norwich. Ele estava na casa dos agostinianos quando em cerca de 1520, Robert Barnes voltou de Louvain para se tornar seu prior. Em 1535, Coverdale produziu a primeira tradução impressa completa da Bíblia para o inglês. Ele também é significativo porque durante sua longa vida, ele experimentou oito décadas de importância crucial na história religiosa. Seu desenvolvimento teológico é um paradigma do progresso da Reforma Inglesa de 1530 a 1552. No momento de sua morte, ele havia se tornado um puritano primitivo, afiliado a Calvino, mas ainda defendendo os ensinamentos de Agostinho.

## Legado
O legado de Coverdale foi de longo alcance, especialmente o de sua primeira Bíblia em inglês completa de 1535. Para o 400º aniversário da Bíblia King James autorizada, em 2011, a Igreja da Inglaterra emitiu uma resolução, que foi endossada pelo Sínodo Geral. Começando com a Bíblia de Coverdale, o texto incluía uma breve descrição do significado contínuo da Bíblia King James Autorizada (1611) e seus antecedentes imediatos:
- A Bíblia Coverdale (1535)
- Bíblia de Mateus (1537)
- A Grande Bíblia (1539)
- A Bíblia de Genebra (1557 - Novo Testamento, 1560 - Bíblia inteira)
- A Bíblia dos Bispos (1568)
- A Bíblia Rheims-Douai (1582 - Novo Testamento, 1609-1610 - Bíblia inteira)
- A Bíblia King James autorizada (1611)Fragmento de Miles Coverdale Goostly Psalmes e Spirituall Songes na Bodleian Library, Oxford

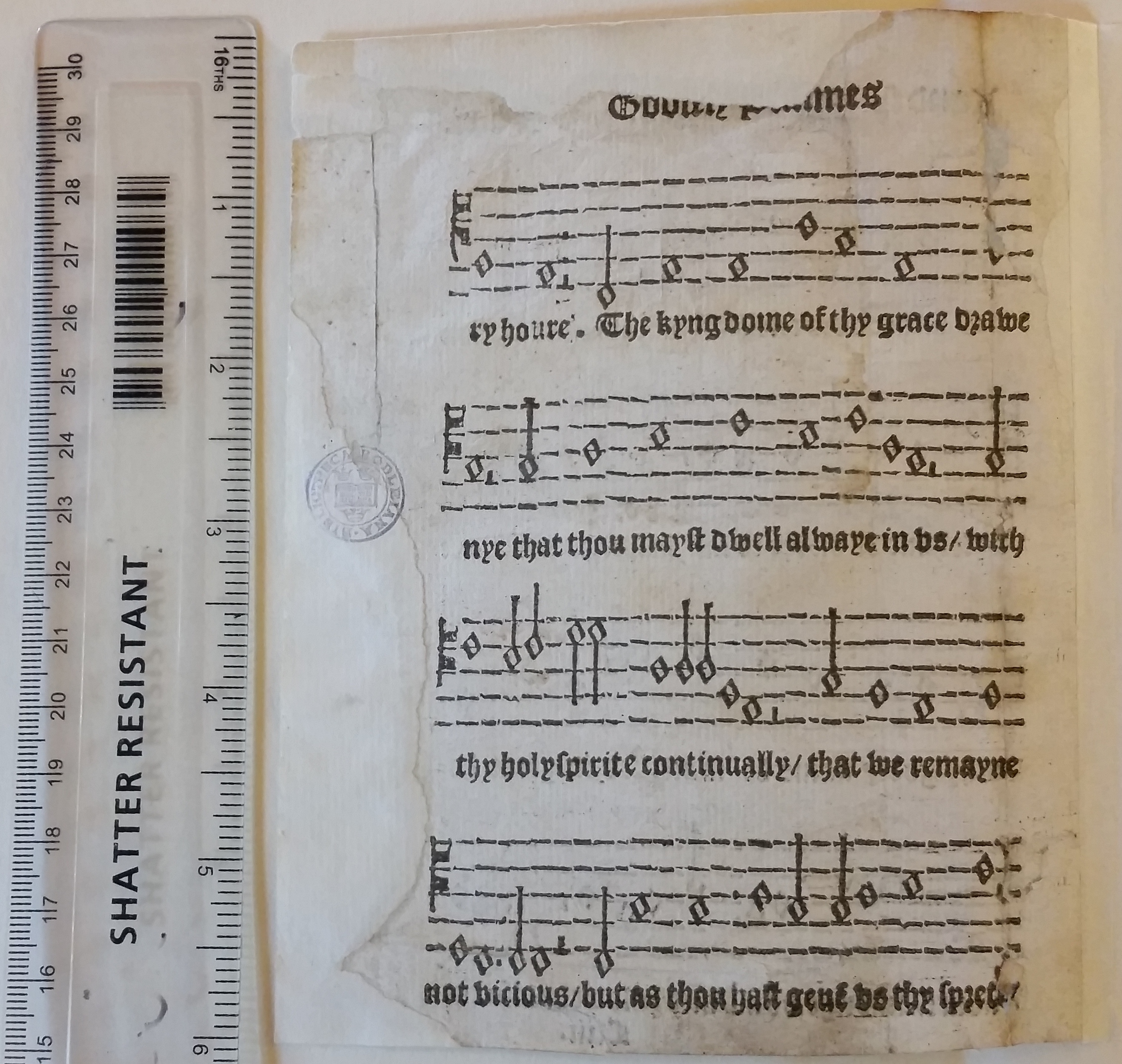
Fragmento de Miles Coverdale Goostly Psalmes e Spirituall Songes na Bodleian Library, Oxford

Conforme indicado acima, Coverdale estava envolvido com os quatro primeiros itens acima. Ele foi parcialmente responsável pela Bíblia de Mateus. Além dos mencionados acima, ele produziu um Novo Testamento diglot em 1538. Ele esteve amplamente envolvido com a edição e produção da Grande Bíblia. Ele também fez parte do grupo de "Exilados de Genebra" que produziu a Bíblia de Genebra - a edição preferida, cerca de noventa e cinco anos depois, pelo exército de Oliver Cromwell e seus parlamentares.
A tradução dos Salmos de Coverdale (baseada na versão de Lutero e na Vulgata latina) tem uma importância particular na história da Bíblia em inglês. Sua tradução ainda é usada no Livro Anglicano de Oração Comum. É a tradução mais conhecida para muitos na Comunhão Anglicana em todo o mundo, particularmente aquelas em igrejas colegiadas e catedrais.  Muitas configurações musicais dos salmos também fazem uso da tradução de Coverdale. Por exemplo, as representações de Coverdale são usadas em Handel's Messiah, com base no livro de oração Saltério em vez da versão da Bíblia King James. Sua tradução do Cânon Romano ainda é usada em alguns usos anglicanos e anglicanos. Igrejas Católicas Romanas. Menos conhecido é o envolvimento inicial de Coverdale em livros de hinos. Celia Hughes acredita que nos dias de renovada supressão bíblica após 1543, a obra mais importante de Coverdale, além de sua principal tradução da Bíblia, foi seus “Salmos fantasmagóricos e canções espirituais”. Isso ela chama de "o primeiro livro de hinos em inglês" e "o único até a publicação da coleção de Sternhold e Hopkins." (Isso foi mais de vinte anos depois). A impressão sem data provavelmente foi feita paralelamente à tradução da Bíblia em 1535. Os primeiros três hinos de Coverdale são baseados no latim Veni Creator Spiritus, precedendo suas outras traduções para o inglês, como a de 1625 pelo Bispo J. Cosin por mais de noventa anos.  No entanto, a maioria dos hinos é baseada nos hinários protestantes da Alemanha, particularmente nas composições de Johann Walter para os hinos de Martinho Lutero, como Ein feste Burg. Coverdale pretendia suas “canções divinas” para “nossos jovens... e nossas mulheres girando nas rodas”. Assim, Hughes argumenta que percebeu que, para os menos privilegiados, seu ensino bíblico poderia ser aprendido e retido mais prontamente por meio de canções do que pelo acesso direto à Bíblia, que muitas vezes poderia ser proibido. No entanto, seu hinário também acabou na lista dos livros proibidos em 1539 e apenas uma cópia completa dele sobreviveu, que hoje é mantida no The Queen's College, Oxford.
Miles Coverdale foi um homem que foi amado por toda a sua vida por aquela 'retidão singular' registrada em seu túmulo. Ele sempre foi solicitado como pregador do evangelho. Ele era um bispo assíduo. Ele avançou com grande trabalho em face das complexidades e adversidades produzidas pelas políticas oficiais. Seu presente para a posteridade veio de sua bolsa de estudos como tradutor; de seu sentido de desenvolvimento constante dos ritmos ingleses, falados e cantados; e de sua formação incalculável do senso moral e religioso da nação através da leitura em voz alta em cada paróquia de sua 'Bíblia do maior tamanho'.
Coverdale é homenageado, juntamente com William Tyndale, com um dia de festa no calendário litúrgico da Igreja Episcopal (EUA) em 6 de outubro. 

## Trabalhos
- Restos de Myles Coverdale: contendo prólogos para a tradução da Bíblia, tratado sobre a morte, esperança dos fiéis, exortação para carregar a cruz de Cristo, exposição sobre o salmo vigésimo segundo, confutação do tratado de John Standish, defesa de um Certo homem cristão pobre, cartas, salmos fantasmagóricos e canções espirituais. (1846)
- Escritos e traduções de Myles Coverdale: A velha fé, uma pérola espiritual e preciosíssima, lições frutíferas, um tratado sobre a ceia do Senhor, ordem da igreja na Dinamarca, resumo da enumeração de Erasmus (1844)
- Memoriais do Reverendo Padre em Deus Myles Coverdale, algum dia Lord Bishop de Exeter; Quem primeiro traduziu toda a Bíblia para o inglês: Juntamente com Diversos Assuntos Relacionados à Promulgação da Bíblia, No Reinado de Henrique Oitavo (1838)
- As cartas dos mártires: coletadas e publicadas em 1564 com um prefácio por Miles Coverdale (1838)